# 周希哲
周希哲（1517年—1576年），字叔愚，號迪斋，四川嘉定州威遠縣人，明朝政治人物。

## 生平
治《詩經》，嘉靖十九年（1540年）庚子科四川鄉試第九名舉人。嘉靖二十九年（1550年）中式庚戌科會試第一百四十七名，登第二甲第五十三名進士。歷官浙江宁波府知府，修鄞县‘东津浮桥’、‘天封塔’，编修《宁波府志》。調安慶府知府。隆庆二年（1568年）十二月升山東副使、整飭天津等處兵備，因被劾，走時檄取屬縣官銀為行費，巡按御史傅孟春劾奏，四年八月罷黜为民。

## 家族
曾祖周伯瑞；祖父周卿；父周宗江，母魏氏。